# Демозапис
Демоза́пис — «чорнова» фонограма, призначена для демонстрації музичного матеріалу.
Найчастіше демозаписи створюють виконавці-початківці або автори для представлення музичним видавцям (лейблам), продюсерам та іншим особам, потенційно зацікавленим в публікації музичного матеріалу чи іншому співробітництві з авторами запису.